# 5749 Урдуджа
5749 Урдуджа (1991 FV, 1973 YN1, 1982 QZ3, 1988 SL4, 1989 YR5) — астероїд головного поясу, відкритий 17 березня 1991 року.
Тіссеранів параметр щодо Юпітера — 3,225.

## Назва
Астероїд після відкриття отримав тимчасове позначення FV 1991, пізніше отримав назву на честь філіпінської принцеси-воїтельки  XIV століття на ім'я Урдуджа.